# Columbus (Nuevo México)
Columbus es una villa ubicada en el condado de Luna en el estado estadounidense de Nuevo México, al frente de esta villa se encuentra el pueblo mexicano de Puerto Palomas. En el Censo de 2010 tenía una población de 1664 habitantes y una densidad poblacional de 230,53 personas por km².

## Geografía
Columbus se encuentra ubicada en las coordenadas 31°49′30″N 107°38′24″O / 31.82500, -107.64000. Según la Oficina del Censo de los Estados Unidos, Columbus tiene una superficie total de 7.22 km², de la cual 7.22 km² corresponden a tierra firme y (0%) 0 km² es agua.

## Historia
Columbus fue fundada en 1891 justo al otro lado de la frontera con México desde Palomas, Chihuahua, nombrada en honor a Cristóbal Colón. 
En 1902, el pueblo fue trasladado a 3 millas (5 km) al norte cuando la compañía ferroviaria El Paso and Southwestern Railroad construyó allí su estación de tren. Esta estación ahora está convertida en un museo dirigido por la Sociedad Histórica de Columbus (Columbus Historical Society).

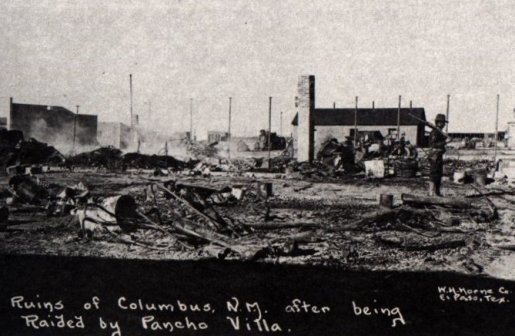
Columbus (Nuevo México, EE. UU.) después de haber sido atacado por Villa.

El 9 de marzo de 1916, Columbus fue atacada por el revolucionario mexicano Francisco Villa acompañado por algunos cientos de jinetes, el pueblo fue defendido por el 13.º Regimiento de Caballería del Ejército de Estados Unidos, los villistas robaron unos 100 caballos y mulas, quemaron el pueblo y mataron a 14 soldados y 10 residentes. El presidente Woodrow Wilson respondió a esta invasión con el envío de 10 000 soldados estadounidenses a México en persecución de Villa, bajo el mando del general John J. Pershing, esta fallida incursión es conocida como la Expedición Punitiva; nunca logró atrapar a Villa, que escapó exitosamente en todas las ocasiones.

## Educación
Las Escuelas Públicas de Deming gestionan escuelas públicas (Columbus Elementary School, Deming Intermediate School, Red Mountain Middle School, y Deming High School).

## Demografía
Según el censo de 2010, había 1664 personas residiendo en Columbus. La densidad de población era de 230,53 hab./km². De los 1664 habitantes, Columbus estaba compuesto por el 65.2% blancos, el 0.3% eran afroamericanos, el 1.14% eran amerindios, el 0.12% eran asiáticos, el 0% eran isleños del Pacífico, el 31.19% eran de otras razas y el 2.04% pertenecían a dos o más razas. Del total de la población el 85.94% eran hispanos o latinos de cualquier raza.